# Храм Средњи Зеленчук
Храм Средњи Зеленчук једна је од три православна црква, која се налази у насељу Арџиз у Карачајевско-Черкеској Републици, и једна од најстарија црква пронађених у овом насељу, грађена у две етапе. Градња цркве започела је с почетка 10. века, а завршена 932. године, када су хришћани протерани из царства. Друга етапа се завршила између 950. и 960. године када се Аланија вратила хришћанству, уз само мање промене у односу на првобитни архитектонски план.

## Положај
Храм Средњи Зеленчук се налази у клисури реке Бољшој Зеленчук на територији вероватно града Маса, главног град древне Краљевине Аланије (држава Алан) - сада у насељу Нижњи Архиз  у Карачај - Черкезији окружени остацима његових некадашњих стамбених четврти.
На само два километра од Букова налази се археолошки музеј-резерват. Ово древно насеље је рушевина града Магаса. Научници сугеришу да се управо овде налазио главни град и центар патријаршије древне Аланије.
Насеље се простире на четири и по километра, јасно се издвајају три улице, већи број саобраћајница, остаци камених зидова, рушевине храмова, стамбених зграда, господарских зграда, гробља, па чак и прехришћанских светилишта. У центру насеља пронађена је зграда са пет соба. Први од њих је био ковачница. Унутра је била ковачница, ово је први такав налаз познат на територији средњовековне Аланије. Из птичје перспективе у Нижњем Архизу отвара се идеалан круг, његов унутрашњи пречник је 88 м, ширина зидова је до 2 метра. Од обрађеног камења круг је пресавијен у правилан октаедар. Студије су довеле до закључка да је цела ова структура астрономски објекат, соларни календар, нека врста опсерваторије из периода од 11. до 12 века.
На територији античког насеља сачуване су три средњовековне хришћанске цркве: северна, средња и јужна.
Локација храм Средњи Зеленчук је око 800 метара јужно од северне периферији насеља Нижње-Архиз, што одговара монашком карактеру: уклоњен је из центра града и налазио се на периферији, као да је изолован од спољашњег света. Око храма је била велика некропола.

## Историја
Упоређујући архитектонске карактеристике храма Северни Зеленчук и храма Средњи Зеленчук, В. А. Кузњецов долази до закључка да су оне подигнуте готово истовремено, у првој половини 10. века, али је тешко рећи која је од њих прва подигнута. Извесну потешкоћу за њега је изазвало питање улоге храма Средњи Зеленчук у верском животу града. Према његовој главној верзији, потврђеној присуством таквих детаља као што су синтрон, крстионица , хорови, то је могла би могла бити црква која је служила хришћанском становништву града. С друге стране, према легендама које су забележили Наришкини, некада се на овом месту налазио древни манастир. Ову претпоставку потврђује и чињеница да су поред храма сачувани темељи две потковичасте зграде, подељене у једнаке просторије, налик ћелијама.
На основу истраживања азимута главне осе цркве и њеног везивања за датуме по јулијанском календару може се закључити да је црква основана на празник Преображења Господњег . 
Када су монаси манастира Зеленчук, обновили цркву крајем 19. века, они су је освештали у част Свете и Животворне Тројице, и у њој службу служи другог дана овог празника – на дан Духа Светога.
За разлику од северног дела, који су делимично је обновили крајем 19. и спочетка 20. века монаси манастира Зеленчук, како би је прилагодили за велике услуге, о чему  сведочи камена плоча са натписом, првобитно уграђена у западни зид храма, коју је пронашао В. А. Кузњецов 1970-их. Монаси су подигли бочне доградње, поново поставили кров зграде од танких камених плоча, урадили лимену облогу куполе и уредили дрвене певнице у западном крилу храма (које сада не постоје) и поново малтерисали унутрашњи волумен храма, сакривши или изобличивши многе архитектонске детаље и фреске.

## Архитектура
Храм Средњи Зеленчук је безстубна , крстокуполна, троапсидна грађевина сазидана  од притесаних блокова локалног пешчара уз помоћ кречног малтера. Куполаста архитектура дошла је у Аланију преко крстоликих цркава. Пре тога, базилике су доминирале аланском архитектуром. Црква је подразумевала необично планирање – у виду полуслободног латинског крста, док је првобитни пројекат из 920-их био више сличан слободном латинском крсту.
Улогу источних стубова имају олтарски зидови апсида, а сами зидови грађевине служе као западни ослонци, док се носећи лукови ослањају на њих.. Западни крак крста је снажно издужен због увећане припрате и јединог предворја храма. 
Апсидални део је сличан храму Северни Зеленчуг: чине га три полукружне апсиде, од којих је средишња шира од бочних и приметно вири ка  
истоку.  
Конфигурација и начин полагања куполе одговарају онима у  храму Северни Зеленчуг.
Димензије храма су 21,5 х 13,25 метара, висина од пода до врха куполе је 15 метара, што скоро одговара величини храму Северни Зеленчуг без припрате. 
Студије К. Н. Афанасјева откриле су строгу пропорционалност храма: висина до врха куполе једнака је дужини храма без апсида, висина куполе једнака је дужини дијагонале половине квадрата, са страницом која је једнака његовом пречнику, висина прозора бубња једнака је полупречнику куполе, основа бубња почива на висини која је једнака дужини храма без апсиде и „олтарског брода“ , пете ободних лукова су на висини једнакој растојању од центра храма до његове источне стране.
У горњем делу северног зида, на висини од 4,5 метара, налази се отвор чија је величина већа од величине прозора и одговара величини улазних отвора храма. В. А. Кузњецов је сугерисао да би то могао бити улаз у неочуване дрвене певнице храма, чије се дрвено степениште налазило са спољне стране зграде, али му је било тешко утврдити да ли је древно или су га направили монаси на крају 1820-их година. 
Зидање зидова од камених блокова, „боцка и кашика“ , веома је карактеристично и одговара средњовековним византијским стандардима. Опека је коришћена само за израду ободних лукова, лукова конха и, делимично, лучних завршетака прозорских и вратних отвора. Лунете изнад улаза су од тесаног камена. Неки елементи архитектуре храма навели су В. А. Кузњецова да сугерише да је првобитно замишљен као без апсиде, у облику „чистог“ крста, али је већ у процесу изградње првобитни план промењен, а храм је саграђен са три апсиде.
Под је направљен од мешавине керамичке мрвице у кречу, са карактеристичном ружичастом бојом. Грађевински шав на споју северног дела, североисточног одељка, као и различита дебљина зидова и пиластра, указују на то да је првобитни пројекат мењан у периоду од 950-их до 960-их година.
Карактеристике средњег храма су источне угаоне преграде, које нису ни потпуно отворене ни потпуно изоловане, јер су од источног рукава одвојене зидовима са усеченим пролазима. Пиластри су присутни у унутрашњости храма само на северном и јужном зиду западног и источног рукава. Цилиндрични бубањ куполе цркве је највећи међу црквама у Аланији. У бубњу је осам уских лучних прозора. Купола храма почива на угловима грађевине.

## Фрескодекорација
Већина фресака није сачувана. На северном и јужном зиду бочних кракова крста сачувани су остаци друге етапе сликарства (прва декорација је вероватно била недовршена и налазила се углавном у апсидама). На северном зиду је изнад улаза између прозора лик два Света мученика. У централном делу јужног зида, између врата и прозора, видљива је огромна (око 3 м) слика светих Константина и Јелене који држе велики крст. Десно од њих испод прозора налази се мали фрагмент слике ратника. На зидовима западног рукава били су приказани свети ратници-коњаници. На једном од сводова испод куполе у 19. веку био је лик пророка Данила.
На јужном зиду су били приказани ликови двојице младих ратника обучени у богато украшену одећу и са, поново орнаментисаним, штитовима у рукама. У северном делу средње апсиде налазила се слика жене са ореолом , поистовећена са Светом Варваром, а у северном делу исте апсиде налази се мушки лик у тамној мантији и монашки клобук без ореола.
Неки подаци о изгубљеним фрескама храма могу се добити из материјала Д. М. Струкова , као и из мале брошуре коју су објавили монаси манастира Зеленчук 1897. године. Према подацима монаха, на северном и јужном зиду налазиле су се слике два коња у галопу у црвеним седлама , од фигура коњаника, идентификованих са Георгијем Победоносцем и Дмитријем Солунским , сачуване су само ноге. 

У Струкововој збирци скица налази се још неколико светаца приказаних на зидовима  цркве са ореолима и рукама подигнутим за благослов. 
- Фреске цркве на акварелима Д. М. Струкова 1888.